# Hertha Berliner Sport-Club 1969-1970
Questa voce raccoglie le informazioni riguardanti l'Hertha Berliner Sport-Club nelle competizioni ufficiali della stagione 1969-1970.

## Stagione
Nella stagione 1969-1970 l'Hertha Berlino, allenato da Fiffi Kronsbein, concluse il campionato di Bundesliga al 3º posto. In Coppa di Germania l'Hertha Berlino fu eliminato ai quarti di finale dall'Alemannia Aquisgrana. In Coppa delle Fiere l'Hertha Berlino fu eliminato ai quarti di finale dall'Inter.

## Rosa
| N. |                     | Ruolo | Calciatore              |
| -- | ------------------- | ----- | ----------------------- |
|    | Austria (bandiera)  | P     | Gernot Fraydl           |
|    | Germania (bandiera) | P     | Volkmar Groß            |
|    | Germania (bandiera) | D     | Hans Eder               |
|    | Germania (bandiera) | D     | Peter Enders            |
|    | Germania (bandiera) | D     | Karl-Heinz Ferschl      |
|    | Germania (bandiera) | D     | Lothar Groß             |
|    | Germania (bandiera) | D     | Horst Maaß              |
|    | Germania (bandiera) | D     | Bernd Patzke            |
|    | Germania (bandiera) | D     | Uwe Witt                |
|    | Germania (bandiera) | C     | Hans-Joachim Altendorff |
|    | Germania (bandiera) | C     | Hermann Bredenfeld      |
|    | Germania (bandiera) | C     | Manfred Eichberg        |

| N. |                     | Ruolo | Calciatore         |
| -- | ------------------- | ----- | ------------------ |
|    | Ungheria (bandiera) | C     | Zoltán Varga       |
|    | Germania (bandiera) | C     | Tasso Wild         |
|    | Germania (bandiera) | A     | Franz Brungs       |
|    | Germania (bandiera) | A     | Wolfgang Gayer     |
|    | Germania (bandiera) | A     | Lorenz Horr        |
|    | Germania (bandiera) | A     | Werner Ipta        |
|    | Germania (bandiera) | A     | Norbert Janzon     |
|    | Germania (bandiera) | A     | Peter Kriegl       |
|    | Germania (bandiera) | A     | Bernd Laube        |
|    | Germania (bandiera) | A     | Karl-Heinz Leufgen |
|    | Germania (bandiera) | A     | Arno Steffenhagen  |
|    | Germania (bandiera) | A     | Jürgen Weber       |

## Organigramma societario
Area tecnica
- Allenatore: Fiffi Kronsbein
- Allenatore in seconda: Hans Eder
- Preparatore dei portieri:
- Preparatori atletici:

## Calciomercato

### Sessione estiva
| Acquisti | Acquisti         | Acquisti           | Acquisti |
| R.       | Nome             | da                 | Modalità |
| -------- | ---------------- | ------------------ | -------- |
| C        | Manfred Eichberg | Arminia Gütersloh  |          |
| A        | Wolfgang Gayer   | Wiener SC          |          |
| A        | Lorenz Horr      | SV Alsenborn       |          |
| A        | Norbert Janzon   | Hertha Berlino U19 |          |
| A        | Bernd Laube      | Hertha Berlino U19 |          |
| D        | Bernd Patzke     | Monaco 1860        |          |
| C        | Zoltán Varga     | Standard Liegi     |          |

| Cessioni | Cessioni            | Cessioni          | Cessioni |
| R.       | Nome                | a                 | Modalità |
| -------- | ------------------- | ----------------- | -------- |
| A        | Reinhold Adelmann   | Blau-Weiß Berlin  |          |
| C        | Karl-Heinz Hausmann | Blau-Weiß Berlin  |          |
| A        | Dieter Krafczyk     | Kaiserslautern    |          |
| C        | Rudolf Kröner       | Kickers Stoccarda |          |
| P        | Hans-Jürgen Krumnow | Blau-Weiß Berlin  |          |
| D        | Ivan Šangulin       | FV Wannsee        |          |

## Risultati

### Bundesliga

#### Girone di andata
| Arbitro: | Horstmann |

|           |           |  |
| Weber 35’ | Marcatori |  |

| Arbitro: | Eschweiler |

|                             |           |  |
| Blankenburg 24’ Fischer 75’ | Marcatori |  |

| Arbitro: | Schäfer |

|                              |           |           |
| Brungs 27’ Patzke 88’ (rig.) | Marcatori | 61’ Krott |

| Arbitro: | Ohmsen |

|                                         |           |                            |
| Lippens 2’, 9’, 65’ Littek 29’ Jung 73’ | Marcatori | 20’ Horr 33’ (rig.) Patzke |

| Arbitro: | Bonacker |

|             |           |                                                     |
| Weidmann 8’ | Marcatori | 67’ Gayer 69’ (aut.) Olsson 74’ Bredenfeld 79’ Horr |

| Arbitro: | Betz |

|           |           |  |
| Gayer 63’ | Marcatori |  |

| Arbitro: | Fritz |

|                                     |           |           |
| Witt 30’ (aut.) Heynckes 85’ (rig.) | Marcatori | 58’ Gayer |

| Arbitro: | Schmidt |

|           |           |  |
| Gayer 70’ | Marcatori |  |

| Arbitro: | Ott |

|                                        |           |          |
| Laskowsky 2’ Dausmann 49’ Fritsche 70’ | Marcatori | 88’ Wild |

| Arbitro: | Tschenscher |

|                               |           |  |
| Brungs 8’, 22’ Altendorff 41’ | Marcatori |  |

| Arbitro: | Bonacker |

|            |           |                            |
| Müller 24’ | Marcatori | 61’ Weber 84’ Steffenhagen |

| Arbitro: | Basedow |

|          |           |            |
| Wild 90’ | Marcatori | 81’ Laumen |

| Arbitro: | Weyland |

|               |           |           |
| Trinklein 60’ | Marcatori | 58’ Weber |

| Arbitro: | Voß |

|                                     |           |  |
| Enders 5’ Altendorff 40’ Brungs 79’ | Marcatori |  |

| Dortmund 5 dicembre 1969, ore 20:00 CET 15ª giornata | Borussia Dortmund | 0 – 0 referto | Hertha Berlino | Stadio Rote Erde (25 000 spett.)\| Arbitro: \| Picker \| |
| Arbitro:                                             | Picker            |               |                |                                                          |

| Arbitro: | Hillebrand |

|                            |           |  |
| Weber 87’ Kaack 90’ (aut.) | Marcatori |  |

| Arbitro: | Hennig |

|            |           |  |
| Schütz 32’ | Marcatori |  |

#### Girone di ritorno
| Arbitro: | Basedow |

|             |           |                         |
| Wißmann 39’ | Marcatori | 6’ Brungs 26’, 36’ Horr |

| Arbitro: | Siepe |

|                                          |           |                         |
| Altendorff 21’ Brungs 25’, 31’ Gayer 73’ | Marcatori | 14’ Kohlars 29’ Fischer |

| Arbitro: | Redelfs |

|                                      |           |                                      |
| Martinelli 9’ (rig.) Witt 22’ (aut.) | Marcatori | 26’ Gayer 43’ Patzke 70’, 78’ Brungs |

| Arbitro: | Berner |

|                               |           |  |
| Brungs 15’, 65’ Horr 54’, 82’ | Marcatori |  |

| Arbitro: | Hennig |

|                                       |           |                 |
| Wild 20’ Ferschl 35’ Steffenhagen 60’ | Marcatori | 87’ (rig.) Haug |

| Arbitro: | Picker |

|                                                            |           |                  |
| Biskup 6’ Löhr 32’, 83’ Hemmersbach 57’ Overath 86’ (rig.) | Marcatori | 75’ (rig.) Gayer |

| Arbitro: | Aldinger |

|           |           |                  |
| Gayer 12’ | Marcatori | 86’ Siemensmeyer |

| Arbitro: | Aldinger |

|            |           |  |
| Seeler 87’ | Marcatori |  |

| Arbitro: | Wengenmayer |

|          |           |  |
| Horr 56’ | Marcatori |  |

| Arbitro: | Fritz |

|            |           |                                       |
| Neuser 36’ | Marcatori | 52’ Weber 57’ (rig.) Gayer 74’ Brungs |

| Arbitro: | Eschweiler |

|  |           |                                               |
|  | Marcatori | 5’, 18’ Brenninger 36’ Kupferschmidt 59’ Roth |

| Arbitro: | Horstmann |

|            |           |                  |
| Köppel 18’ | Marcatori | 61’ Steffenhagen |

| Arbitro: | Kindervater |

|                           |           |  |
| Horr 69’ Steffenhagen 84’ | Marcatori |  |

| Arbitro: | Weyland |

|                     |           |  |
| Rehhagel 80’ (rig.) | Marcatori |  |

| Arbitro: | Fritz |

|                                                                         |           |              |
| Horr 1’, 21’ Gayer 3’, 26’, 45’, 49’ Brungs 37’ Wild 65’ Bredenfeld 88’ | Marcatori | 80’ Boduszek |

| Arbitro: | Voß |

|           |           |                     |
| Grzyb 86’ | Marcatori | 61’ Horr 64’ Brungs |

| Arbitro: | Heumann |

|                                         |           |               |
| Horr 23’, 61’ Brungs 55’ Bredenfeld 60’ | Marcatori | 18’ Hasebrink |

### Coppa di Germania
| Arbitro: | Köhler |

|               |           |                                    |
| Weinkauff 76’ | Marcatori | 20’ (rig.) Brungs 54’ Steffenhagen |

| Gelsenkirchen 28 luglio 1970, ore CET Ottavi di finale | Schalke 04 | 0 – 0 (d.t.s.) referto | Hertha Berlino | Glückauf-Kampfbahn (20 000 spett.)\| Arbitro: \| Quindeau \| |
| Arbitro:                                               | Quindeau   |                        |                |                                                              |

| Arbitro: | Schulenburg |

|                                                 |           |  |
| Horr 15’ (rig.) Gayer 77’ Ferschl 79’ Weber 90’ | Marcatori |  |

| Arbitro: | Aldinger |

|                     |           |  |
| Hoffmann 89’ (rig.) | Marcatori |  |

### Coppa delle Fiere
| Las Palmas de Gran Canaria 17 settembre 1969, ore CET Primo turno | Las Palmas | 0 – 0 referto | Hertha Berlino | Stadio Insular (20 000 spett.)\| Arbitro: \| Nunes \| |
| Arbitro:                                                          | Nunes      |               |                |                                                       |

| Arbitro: | Valeš |

|                   |           |  |
| Patzke 70’ (rig.) | Marcatori |  |

| Arbitro: | Burns |

|                                     |           |              |
| Gayer 17’ Wild 31’ Steffenhagen 79’ | Marcatori | 13’ Anastasi |

| Torino 26 novembre 1969, ore CET Secondo turno | Juventus  | 0 – 0 referto | Hertha Berlino | Comunale (20 000 spett.)\| Arbitro: \| Gugulović \| |
| Arbitro:                                       | Gugulović |               |                |                                                     |

| Arbitro: | Bucheli |

|          |           |          |
| Tomé 10’ | Marcatori | 30’ Horr |

| Arbitro: | Finney |

|                  |           |  |
| Steffenhagen 59’ | Marcatori |  |

| Arbitro: | Droz |

|          |           |  |
| Horr 22’ | Marcatori |  |

| Arbitro: | Uhlen |

|                            |           |  |
| Boninsegna 47’, 60’ (rig.) | Marcatori |  |

## Statistiche

### Statistiche di squadra
| Competizione      | Punti | In casa | In casa | In casa | In casa | In casa | In casa | In trasferta | In trasferta | In trasferta | In trasferta | In trasferta | In trasferta | Totale | Totale | Totale | Totale | Totale | Totale | DR  |
| Competizione      | Punti | G       | V       | N       | P       | Gf      | Gs      | G            | V            | N            | P            | Gf           | Gs           | G      | V      | N      | P      | Gf     | Gs     | DR  |
| ----------------- | ----- | ------- | ------- | ------- | ------- | ------- | ------- | ------------ | ------------ | ------------ | ------------ | ------------ | ------------ | ------ | ------ | ------ | ------ | ------ | ------ | --- |
| Bundesliga        | 45    | 17      | 14      | 2       | 1       | 42      | 12      | 17           | 6            | 3            | 8            | 25           | 29           | 34     | 20     | 5      | 9      | 67     | 41     | +26 |
| Coppa di Germania | -     | 1       | 1       | 0       | 0       | 4       | 0       | 3            | 1            | 1            | 1            | 2            | 2            | 4      | 2      | 1      | 1      | 6      | 2      | +4  |
| Coppa delle Fiere | -     | 4       | 4       | 0       | 0       | 6       | 1       | 4            | 0            | 3            | 1            | 1            | 3            | 8      | 4      | 3      | 1      | 7      | 4      | +3  |
| Totale            | 45    | 22      | 19      | 2       | 1       | 52      | 13      | 24           | 7            | 7            | 10           | 28           | 34           | 46     | 26     | 9      | 11     | 80     | 47     | +33 |

### Andamento in campionato
| Giornata  | 1 | 2  | 3 | 4  | 5 | 6 | 7 | 8 | 9 | 10 | 11 | 12 | 13 | 14 | 15 | 16 | 17 | 18 | 19 | 20 | 21 | 22 | 23 | 24 | 25 | 26 | 27 | 28 | 29 | 30 | 31 | 32 | 33 | 34 |
| --------- | - | -- | - | -- | - | - | - | - | - | -- | -- | -- | -- | -- | -- | -- | -- | -- | -- | -- | -- | -- | -- | -- | -- | -- | -- | -- | -- | -- | -- | -- | -- | -- |
| Luogo     | C | T  | C | T  | T | C | T | C | T | C  | T  | C  | T  | C  | T  | C  | T  | T  | C  | T  | C  | C  | T  | C  | T  | C  | T  | C  | T  | C  | T  | C  | T  | C  |
| Risultato | V | P  | V | P  | V | V | P | V | P | V  | V  | N  | N  | V  | N  | V  | P  | V  | V  | V  | V  | V  | P  | N  | P  | V  | V  | P  | N  | V  | P  | V  | V  | V  |
| Posizione | 7 | 13 | 8 | 12 | 8 | 6 | 8 | 6 | 8 | 6  | 4  | 4  | 5  | 4  | 4  | 4  | 4  | 4  | 4  | 4  | 3  | 3  | 4  | 4  | 4  | 4  | 4  | 4  | 4  | 4  | 4  | 4  | 3  | 3  |

Legenda:

Luogo: C = Casa; T = Trasferta. Risultato: V = Vittoria; N = Pareggio; P = Sconfitta.

### Statistiche dei giocatori
| Giocatore       | Bundesliga | Bundesliga | Bundesliga  | Bundesliga | Coppa di Germania | Coppa di Germania | Coppa di Germania | Coppa di Germania | Coppa delle Fiere | Coppa delle Fiere | Coppa delle Fiere | Coppa delle Fiere | Totale   | Totale | Totale      | Totale     |
| Giocatore       | Presenze   | Reti       | Ammonizioni | Espulsioni | Presenze          | Reti              | Ammonizioni       | Espulsioni        | Presenze          | Reti              | Ammonizioni       | Espulsioni        | Presenze | Reti   | Ammonizioni | Espulsioni |
| --------------- | ---------- | ---------- | ----------- | ---------- | ----------------- | ----------------- | ----------------- | ----------------- | ----------------- | ----------------- | ----------------- | ----------------- | -------- | ------ | ----------- | ---------- |
| H. Altendorff   | 26         | 3          | 0           | 0          | 0                 | 0                 | 0                 | 0                 | 7                 | 0                 | 0                 | 0                 | 33       | 3      | 0           | 0          |
| H. Bredenfeld   | 17         | 3          | 0           | 0          | 0                 | 0                 | 0                 | 0                 | 3                 | 0                 | 0                 | 0                 | 20       | 3      | 0           | 0          |
| F. Brungs       | 33         | 15         | 0           | 0          | 4                 | 1                 | 0                 | 0                 | 7                 | 0                 | 0                 | 0                 | 44       | 16     | 0           | 0          |
| H. Eder         | 0          | 0          | 0           | 0          | 0                 | 0                 | 0                 | 0                 | 0                 | 0                 | 0                 | 0                 | 0        | 0      | 0           | 0          |
| M. Eichberg     | 0          | 0          | 0           | 0          | 0                 | 0                 | 0                 | 0                 | 0                 | 0                 | 0                 | 0                 | 0        | 0      | 0           | 0          |
| P. Enders       | 21         | 1          | 0           | 0          | 1                 | 0                 | 0                 | 0                 | 5                 | 0                 | 0                 | 0                 | 27       | 1      | 0           | 0          |
| K. Ferschl      | 30         | 1          | 0           | 0          | 4                 | 1                 | 0                 | 0                 | 7                 | 0                 | 0                 | 0                 | 41       | 2      | 0           | 0          |
| G. Fraydl       | 13         | 0          | 0           | 0          | 1                 | 0                 | 0                 | 0                 | 4                 | 0                 | 0                 | 0                 | 18       | 0      | 0           | 0          |
| W. Gayer        | 34         | 13         | 0           | 0          | 4                 | 1                 | 0                 | 0                 | 8                 | 1                 | 0                 | 0                 | 46       | 15     | 0           | 0          |
| L. Gergely      | 0          | 0          | 0           | 0          | 3                 | 0                 | 0                 | 0                 | 0                 | 0                 | 0                 | 0                 | 3        | 0      | 0           | 0          |
| L. Groß         | 16         | 0          | 0           | 0          | 1                 | 0                 | 0                 | 0                 | 3                 | 0                 | 0                 | 0                 | 20       | 0      | 0           | 0          |
| V. Groß         | 22         | 0          | 0           | 0          | 3                 | 0                 | 0                 | 0                 | 4                 | 0                 | 0                 | 0                 | 29       | 0      | 0           | 0          |
| R. Gröger       | 0          | 0          | 0           | 0          | 0                 | 0                 | 0                 | 0                 | 0                 | 0                 | 0                 | 0                 | 0        | 0      | 0           | 0          |
| L. Horr         | 22         | 13         | 0           | 0          | 4                 | 1                 | 0                 | 0                 | 5                 | 2                 | 0                 | 0                 | 31       | 16     | 0           | 0          |
| W. Ipta         | 13         | 0          | 0           | 0          | 0                 | 0                 | 0                 | 0                 | 3                 | 0                 | 0                 | 0                 | 16       | 0      | 0           | 0          |
| N. Janzon       | 0          | 0          | 0           | 0          | 0                 | 0                 | 0                 | 0                 | 0                 | 0                 | 0                 | 0                 | 0        | 0      | 0           | 0          |
| M. Kellner      | 0          | 0          | 0           | 0          | 0                 | 0                 | 0                 | 0                 | 0                 | 0                 | 0                 | 0                 | 0        | 0      | 0           | 0          |
| P. Kriegl       | 0          | 0          | 0           | 0          | 0                 | 0                 | 0                 | 0                 | 0                 | 0                 | 0                 | 0                 | 0        | 0      | 0           | 0          |
| B. Laube        | 1          | 0          | 0           | 0          | 1                 | 0                 | 0                 | 0                 | 1                 | 0                 | 0                 | 0                 | 3        | 0      | 0           | 0          |
| K. Leufgen      | 0          | 0          | 0           | 0          | 0                 | 0                 | 0                 | 0                 | 0                 | 0                 | 0                 | 0                 | 0        | 0      | 0           | 0          |
| H. Maaß         | 0          | 0          | 0           | 0          | 0                 | 0                 | 0                 | 0                 | 0                 | 0                 | 0                 | 0                 | 0        | 0      | 0           | 0          |
| B. Patzke       | 32         | 3          | 0           | 0          | 4                 | 0                 | 0                 | 0                 | 8                 | 1                 | 0                 | 0                 | 44       | 4      | 0           | 0          |
| J. Rumor        | 0          | 0          | 0           | 0          | 2                 | 0                 | 0                 | 0                 | 0                 | 0                 | 0                 | 0                 | 2        | 0      | 0           | 0          |
| H. Sperlich     | 0          | 0          | 0           | 0          | 3                 | 0                 | 0                 | 0                 | 0                 | 0                 | 0                 | 0                 | 3        | 0      | 0           | 0          |
| A. Steffenhagen | 34         | 4          | 0           | 0          | 4                 | 1                 | 0                 | 0                 | 8                 | 2                 | 0                 | 0                 | 46       | 7      | 0           | 0          |
| Z. Varga        | 0          | 0          | 0           | 0          | 0                 | 0                 | 0                 | 0                 | 0                 | 0                 | 0                 | 0                 | 0        | 0      | 0           | 0          |
| J. Weber        | 28         | 5          | 0           | 0          | 4                 | 1                 | 0                 | 0                 | 8                 | 0                 | 0                 | 0                 | 40       | 6      | 0           | 0          |
| T. Wild         | 27         | 4          | 0           | 0          | 4                 | 0                 | 0                 | 0                 | 7                 | 1                 | 0                 | 0                 | 38       | 5      | 0           | 0          |
| U. Witt         | 34         | 0          | 0           | 0          | 4                 | 0                 | 0                 | 0                 | 8                 | 0                 | 0                 | 0                 | 46       | 0      | 0           | 0          |
| T. Zander       | 0          | 0          | 0           | 0          | 0                 | 0                 | 0                 | 0                 | 0                 | 0                 | 0                 | 0                 | 0        | 0      | 0           | 0          |